# Código de área 717

Código de área 717.

717 es un código de área estadounidense que sirve en la parte sur del centro del estado de Pensylvania, utilizado en el área metropolitana de Harrisburg-Lancaster-York.
El 717 era uno de los códigos de área originales establecidos en 1947. Originalmente cubría la mitad oriental del estado, excepto el valle del Delaware y el área metropolitana de Allentown-Bethlehem-Easton. Se extendía hacia el sur desde la frontera estatal con Maryland hasta las fronteras con los estados de Nueva York y Nueva Jersey,  haciéndolo el de mayor superficie de los cuatro códigos de área originales y el segundo más grande al este del río Misisipi que no abarcaba la totalidad del territorio de un estado (por detrás del 616 de Míchigan).  El 5 de diciembre de 1998 su territorio de aplicación fue dividido, cuándo la porción del norte (centrado en Scranton, Wilkes-Barre y Williamsport) pasó a utilizar el código de área 570.

## Área de servicio
Elcódigo de área 717 sirve en dieciséis condados de Pensilvania.
- Condado de Adams
- Condado de Berks (parcialmente)
- Condado de Chester (parcialmente)
- Condado de Cumberland
- Condado de Dauphin
- Condado de Franklin
- Condado de Fulton (parcialmente)
- Condado de Huntingdon(parcialmente)
- Condado de Juniata
- Condado de Lancaster (parcialmente)
- Condado de Lebanon (parcialmente)
- Condado de Mifflin (parcialmente)
- Condado de Perry
- Condado de Schuylkill (parcialmente)
- Condado de Snyder (parcialmente)
- Condado de York